# Borys Barone
Borys Barone, vollständiger Name Borys Santiago Barone Grillo, (* 31. Mai 1994 in Villa Noblía) ist ein uruguayischer Fußballspieler.

## Karriere
Der 1,70 Meter große Offensivakteur Barone wechselte im Januar 2015 auf Leihbasis vom Danubio FC zu El Tanque Sisley. Dort debütierte er unter Trainer Raúl Möller am 9. März 2015 bei der 0:1-Heimniederlage gegen Nacional Montevideo in der Primera División, als er in der 69. Spielminute für Joel Burgueño eingewechselt wurde. In der Clausura 2015 lief er bei El Tanque Sisley in insgesamt zehn Erstligaspielen (kein Tor) auf. Es folgten in der Spielzeit 2015/16 vier weitere Erstligaeinsätze (kein Tor). Nach dem Abstieg wurde er in der Saison 2016 ebenfalls viermal in der zweithöchsten uruguayischen Spielklasse eingesetzt und steuerte einen Treffer zum sofortigen Wiederaufstieg bei. In der laufenden Erstligaspielzeit 2017 bestritt er bislang (Stand: 26. August 2017) drei Ligapartien (kein Tor).